# Volić Mali (Palagruško otočje)
Volić Mali je čer v Jadranskem morju. Pripada Hrvaški. Nahaja se približno 200 metrov zahodno od otoka Vela Palagruža.
Površina čeri ni znana (približno 100 m²), iz morja pa se dviga do 4 m.